# Hoornkaak
De hoornkaak is de verhoornde kaak van de larven van kikkers. Het is een onderdeel van het mondveld van een kikkervisje. De vorm en grootte verschilt enigszins per soort. De hoornkaak is naast de vorm en grootte van de mondrandpapillen, de mondformule van de tandenrijen en de vorm van de staart een belangrijk determinatiekenmerk.
Al voor de metamorfose verliest het kikkervisje de hoornkaak en de tandenrijen. Deze worden vervangen door de uit de schedel gevormde kaken en eventuele tanden, die niet alle kikkers hebben.